# Teinobasis dolabrata
Teinobasis dolabrata – gatunek ważki z rodziny łątkowatych (Coenagrionidae).